# Харамія
Харамія (Haramiya) — викопний рід багатогорбкозубих ссавців, що існував на межі тріасу та юри. 

## Опис
Знайдено лише рештки зубів і черепа цієї істоти. За розміром тварина оцінюється приблизно у 12 см завдовжки. Харамія схожа на сучасних полівок. Вона, як вважається, харчувалася листям деревоподібних папоротей, оскільки мала широкі корінні зуби для подрібнення твердої рослинної їжі.